# Мряушлінський
Мряу́шлінський (рос. Мряушлинский, башк. Мерәүешле) — присілок у складі Кугарчинського району Башкортостану, Росія. Входить до складу Нижньобіккузінської сільської ради.
Населення — 109 осіб (2010; 119 в 2002).
Національний склад:
- росіяни — 55%
- башкири — 32%